# Bocal

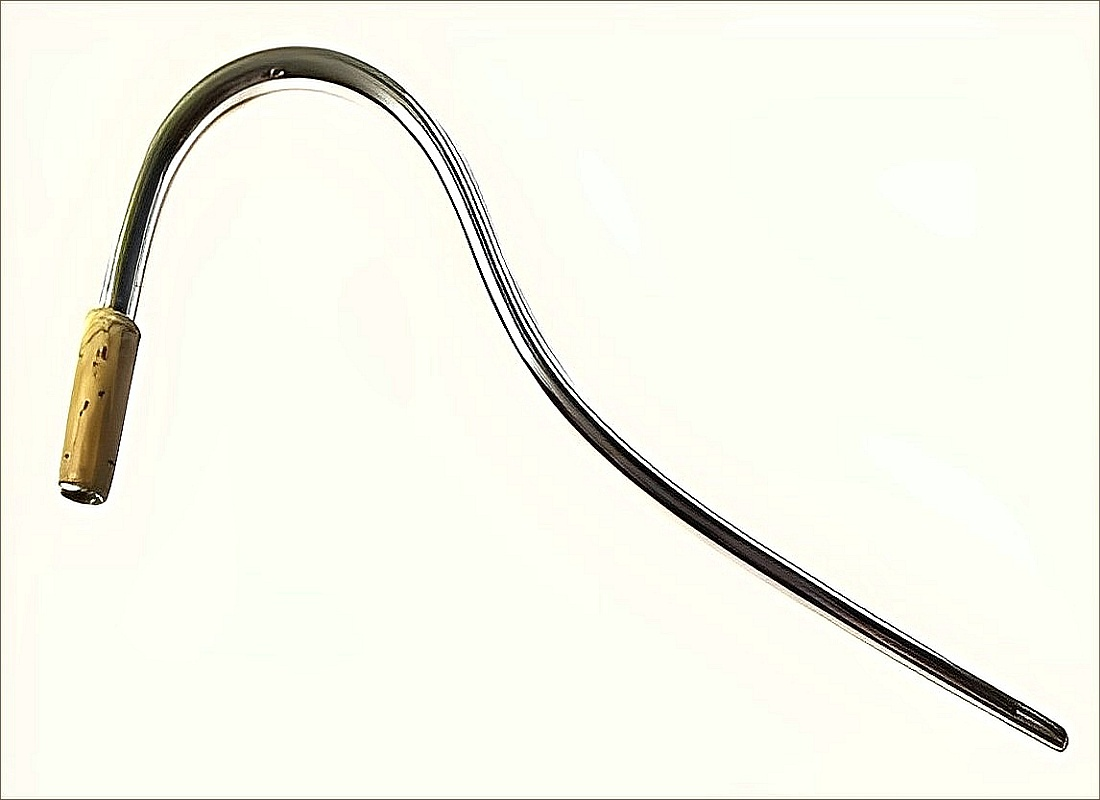
Exemplo de bocal (Heckel Biebrich Bassoon Bocal).

Bocal ou boquilha é um dos componentes de um instrumento de sopro. É uma peça de apoio dos lábios, para provocar vibração e gerar o som a ser amplificado e modelado pelo restante do instrumento de sopro.
A boquilha é a secção onde a palheta é inserida e que penetra parcialmente na boca do instrumentista, que através dos músculos que rodeiam os lábios, chamados embocadura (deriva de "embouchure", palavra francesa que significa "abrir para dentro"), rodeiam a secção terminal da boquilha e palheta, impedindo que o ar escape e que desse modo fique confinado à cavidade bocal, onde a palheta irá ser posta a vibrar pelo sopro do músico. O tubo acústico que constitui o resto do instrumento irá servir para amplificar essa vibração, e mediante a pressão dos dedos sobre as chaves que abrem e fecham os orifícios ao longo do tubo, serão originados os vários tons da escala musical.